# Xénique de Stephens
Xenicus lyalli
Espèce
Statut de conservation UICN

 EX : Éteint
Le Xénique de Stephens (Xenicus lyalli ou Traversia lyalli), ou Xénique de Lyall, est une espèce éteinte d'oiseaux de la famille des Acanthisittidae de très faible taille. Il avait, semble-t-il, l’aire de répartition naturelle la plus réduite de tous les oiseaux connus : l'île Stephens située dans le détroit de Cook qui sépare les îles nord et sud de la Nouvelle-Zélande. Il était peut-être le seul passereau incapable de voler.

## Découverte
Au cours de l’année 1894, Tibbles, le chat de David Lyall, un gardien du phare de l'île Stephens, rapporta à son maître une série de minuscules cadavres. Lyall, ornithologue amateur, conserva les spécimens et, réalisant que ces oiseaux semblaient assez inhabituels, les naturalisa et les vendit à un marchand. Peu après, la majorité d'entre eux furent transportés en Europe où la plupart furent achetés par le célèbre collectionneur Walter Rothschild. C'est ainsi que Traversia lyalli fut connu de la science. Le temps que son existence soit dévoilée par le journal ornithologique The Ibis, l’espèce était déjà éteinte. Rothschild dira en 1905 que le seul chat serait responsable de l'extinction de l'oiseau, mais quelques spécimens ont été récoltés les années suivantes et il est vraisemblable que le déboisement pour la construction du phare, en 1894, et l'introduction de chats féraux aient aussi contribué à l'extinction de l'oiseau.

## Observation
La seule observation du Xénique de Stephens par l'homme fut réalisée par David Lyall lui-même. Il vit par deux fois les oiseaux, chaque fois dans la soirée. Délogés de leurs trous dans les rochers, ils fuyaient rapidement dans l'obscurité, comme des souris, sans jamais tenter de s'envoler. Cette probable incapacité de voler est confirmée par le faible développement des ailes, qui leur permettaient au mieux de voleter faiblement, et par la facilité avec laquelle quelques chats ont pu exterminer en peu de temps l'espèce entière.

## Théorie sur l'origine du xénique
Des restes de squelettes de ce qui semble avoir été un Xénique inapte au vol ont été trouvés sur les grandes îles néo-zélandaises. Si le Xénique de Stephens était jadis répandu ailleurs en Nouvelle-Zélande, les oiseaux découverts en 1894 étaient peut-être simplement une population relique d'une espèce disparue des grandes îles en raison de l'introduction des rats ou d'autres petits prédateurs.
Il est également possible que les restes de squelettes des grandes îles proviennent d'une espèce proche mais distincte. Dans ce cas, Xenicus lyalli et Traversia lyalli auraient été deux espèces distinctes,,.